# Chorizococcus graminis
Chorizococcus graminis är en insektsart som beskrevs av Khalid och Shafee 1988. Chorizococcus graminis ingår i släktet Chorizococcus och familjen ullsköldlöss. Inga underarter finns listade i Catalogue of Life.